# Hyphoraia carpetana
Hyphoraia carpetana är en fjärilsart som beskrevs av Ramon Agenjo Cecilia 1937. Hyphoraia carpetana ingår i släktet Hyphoraia och familjen björnspinnare. Inga underarter finns listade i Catalogue of Life.